# 珠海中山大学附属中学
珠海中山大学附属中学，是一所位于中华人民共和国广东省珠海市香洲区的初级中学，创办于2017年9月，为珠海高新技术产业开发区区属公办学校，由珠海高新技术产业开发区管理委员会和中山大学合作办学。

## 校址
珠海中山大学附属中学位于珠海市北部的珠海高新技术产业开发区主园区内，现占地面积35668平方米，建筑面积22044平方米。